# 제임스 도나치
제임스 케빈 도나치(영어: James Kevin Donachie, 1993년 5월 14일 ~ )는 오스트레일리아의 축구 선수이며, 포지션은 센터백이다. 현재 인도 슈퍼리그 FC 고아에서 뛰고 있다.

## 클럽 경력
2010년 브리즈번 로어와 유스 계약을 체결했다. 2012년 3월 25일 열린 골드코스트 유나이티드와의 경기에서 프로 데뷔전을 치렀다.
2016-17시즌을 앞두고 멜버른 빅토리로 이적했다.
2018시즌 여름 이적시장에서 K리그1의 전남 드래곤즈로 이적했다. K리그에서는 반 시즌동안 11경기에 출전했다. 하지만 전남의 K리그2 강등을 막지는 못했다.
2019년 2월, 도나치는 전남을 떠나 친정팀이었던 멜버른 빅토리로 임대 이적했다. 이후 멜버른으로 완전이적했다.
2020-21시즌을 앞두고 뉴캐슬 제츠로 이적했다. 입단 이후 한 달만인 2020년 9월, 인도 슈퍼리그의 FC 고아로 임대 이적했다.

## 수상

### 팀

#### 멜버른 빅토리
- A리그 챔피언십 우승: 2017-18